# Overslag
Overslag es una localidad del municipio de Terneuzen, en la provincia de Zelanda (Países Bajos). Está situada unos 36 km al sureste de Flesinga. En el año 2001 contaba con 113 habitantes.
Hasta que en 1970 se unió a Axel, contaba con municipio propio.